# Rewolwer Colt Peacekeeper
Colt Peacekeeper – amerykański rewolwer kalibru .357 Magnum oferowany przez firmę Colt's Manufacturing Company w latach 1984–1988. Według zamierzeń producenta Peacekeeper miał być tańszą alternatywa dla Colta Pythona. Rewolwer produkowano w dwóch wersjach różniących się wyłącznie długością lufy.  Peacekeeper wytwarzany był ze stali oksydowanej na matowo. Jednoczęściowa okładka chwytu wykonana była z gumy. Wszystkie rewolwery tego typu miały mechanizm spustowy podwójnego działania i przyrządy celownicze składające się z muszki i regulowanej szczerbiny. Z uwagi na niski popyt na ten wzór broni Colt Peacekeeper został wycofany z oferty firmy Colt w 1988 roku.